# Periodkort

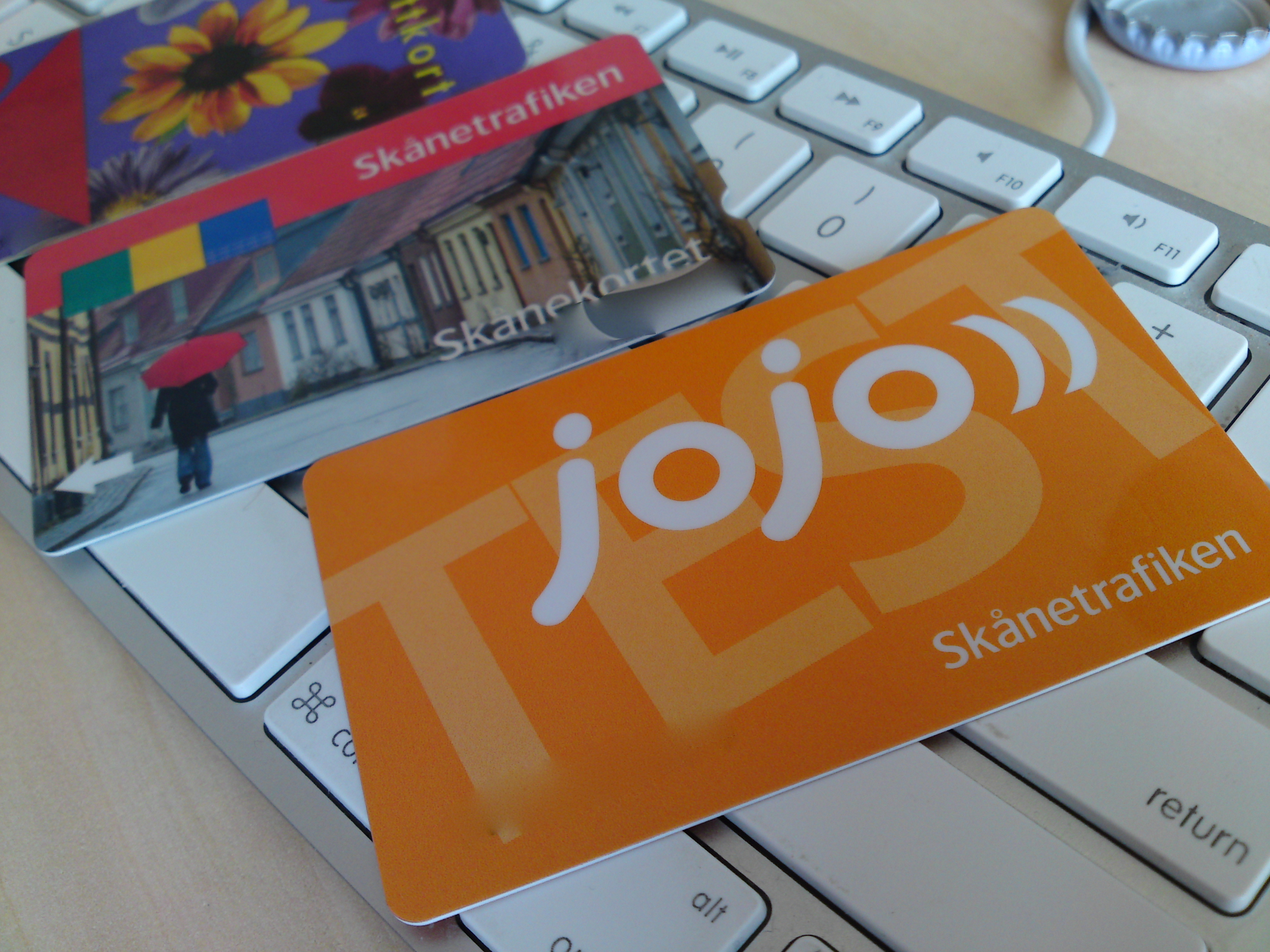
I mitten syns ett periodkort från Skånetrafiken.

Periodkort är ett dokument som ger rätt att under viss tidsperiod använda visst allmänt färdmedel (se färdbevis) eller under viss tidsperiod ger inträde vid viss inrättning, till exempel museum, gym, bad eller nöjesinrättning.
Beroende på vilken tidsperiod periodkortet är giltigt för, kan det benämnas månadskort, kvartalskort, årskort, terminskort eller liknande.